# Schirnsdorf
Schirnsdorf ist ein Gemeindeteil des Marktes Mühlhausen und eine Gemarkung im Landkreis Erlangen-Höchstadt (Mittelfranken, Bayern). Die Gemarkung liegt teils auf dem Gemeindegebiet von Mühlhausen, von Höchstadt an der Aisch, von Wachenroth und vom gemeindefreien Gebiet Birkach. Sie hat eine Fläche von 13,566 km² und ist in 1311 Flurstücke aufgeteilt, die eine durchschnittliche Flurstücksfläche von 10347,77 m² haben. In ihr liegen neben dem namensgebenden Ort die Gemeindeteile Horbach, Lempenmühle und Nackendorf.

## Geografie
Das Dorf liegt südlich des Stegwiesengrabens, eines rechten Zuflusses der Reichen Ebrach. Im Süden grenzt ein Waldgebiet an, die Parzellen heißen Schönbornsholz, Flurholz und Bamberger Holz. Ansonsten ist der Ort von Acker- und Grünland umgeben. Im Osten wird die Flur Sandknock genannt. Westlich des Ortes erhebt sich der Lerchenberg (306 m ü. NHN).
Die Staatsstraße 2763 verläuft nach Mühlhausen (1,4 km nordwestlich) bzw. zur Anschlussstelle 78 der Bundesautobahn 3 (0,8 km südöstlich) und weiter über Nackendorf nach Höchstadt an der Aisch. Gemeindeverbindungsstraßen verlaufen nach Horbach (2 km westlich) und zur Staatsstraße 2263 bei Limbach (2,2 km nordöstlich).
Die 13,57 km² große Gemarkung Schirnsdorf gliedert sich in vier Gemarkungsteile. Gemarkungsteil 0 liegt auf dem Gemeindegebiet von Höchstadt an der Aisch, Gemarkungsteil 1 auf dem Gebiet von Mühlhausen, Gemarkungsteil 2 auf dem Gebiet von Wachenroth und der Gemarkungsteil 3 entspricht dem gemeindefreien Gebiet Birkach.

## Geschichte
Der Ort wurde 1158 als „Schirmerstorff“ erstmals urkundlich erwähnt. Im Bamberger Urbar von 1348 wurden fünf Lehengüter verzeichnet, über die Bamberg auch die Grundherrschaft hatte. Daneben hatte das Zisterzienserinnenkloster St. Theodor fünf Lehengüter. Dieses Lehen fiel mit der Auflösung des Klosters im Jahr 1553 an das bambergische Centamt Wachenroth, das auch sonst schon grundherrliche Ansprüche im Ort hatte. Des Weiteren gehörte Walter Faber ein Lehengut. Auch das Kloster Münchaurach war hier begütert. Mit der Aufhebung des Klosters im Jahr 1525 fielen diese Güter an das brandenburg-kulmbachische Amt Liebenau. 1721 wurden sie von der Schönborn’schen Herrschaft Pommersfelden gekauft. Dem Bamberger Domkapitel gehörten ursprünglich 111⁄4 Äcker.
Während des Dreißigjährigen Kriegs wurde der Ort verwüstet und verödete.
Gegen Ende des 18. Jahrhunderts gab es in Schirnsdorf 25 Anwesen und ein Gemeindehirtenhaus. Das Hochgericht übte das bambergische Centamt Wachenroth aus. Die Dorf- und Gemeindeherrschaft hatte das Kastenamt Höchstadt. Grundherren waren das Kastenamt Wachenroth (1 Höflein, 1 Sölde, 2 Häuser, 2 Häuslein; Theodorisches Lehen: 6 Höflein, 1 Sölde), die brandenburg-bayreuthische Verwaltung Uehlfeld (1 Gut, 1 Tropfhaus), die Schönborn’sche Herrschaft Pommersfelden (1 Gut, 5 Sölden, Ziegelei), das Landesalmosenamt der Reichsstadt Nürnberg (1 Hof) und die Frühmesse Höchstadt (1 Höflein).
1802 kam Schirnsdorf an das Kurfürstentum Bayern. Im Rahmen des Gemeindeedikts wurde 1808 der Steuerdistrikt Schirnsdorf gebildet, zu dem Fallmeisterei, Horbach, Lempenmühle, Nackendorf und Weingartsgreuth gehörten. Im selben Jahr entstanden zwei Ruralgemeinden:
- Schirnsdorf mit Fallmeisterei, Horbach, Lempenmühle und Nackendorf,
- Weingartsgreuth mit Buchfeld.

Die Gemeinde Schirnsdorf war in Verwaltung und Gerichtsbarkeit dem Landgericht Höchstadt zugeordnet und in der Finanzverwaltung dem Rentamt Höchstadt. Ab 1862 gehörte Schirnsdorf zum Bezirksamt Höchstadt an der Aisch (1939 in Landkreis Höchstadt an der Aisch umbenannt) und weiterhin zum Rentamt Höchstadt (1919 in Finanzamt Höchstadt umbenannt, 1929–1972: Finanzamt Forchheim, seit 1972: Finanzamt Erlangen). Die Gerichtsbarkeit blieb beim Landgericht Höchstadt (1879 in das Amtsgericht Höchstadt an der Aisch umgewandelt), von 1959 bis 1973 war das Amtsgericht Forchheim zuständig, seitdem ist es das Amtsgericht Erlangen. Die Gemeinde hatte 1952 eine Gebietsfläche 13,975 km², 1964 waren es nur noch 10,306 km².
Am 30. Juni 1974 wurde die Gemeinde Schirnsdorf im Zuge der Gebietsreform in Bayern aufgelöst: Schirnsdorf und Lempenmühle wurde in den Markt Mühlhausen eingegliedert, während Horbach nach Wachenroth und Nackendorf nach Höchstadt an der Aisch eingegliedert wurden.

### Baudenkmal
- Haus Nr. 51: Gasthof Schwan

### Einwohnerentwicklung
Gemeinde Schirnsdorf
| Jahr      | 1819   | 1840   | 1852   | 1855   | 1861   | 1867   | 1871   | 1875   | 1880   | 1885   | 1890   | 1895   | 1900   | 1905   | 1910   | 1919   | 1925   | 1933   | 1939   | 1946   | 1950   | 1952   | 1961   | 1970   |
| Einwohner | 308    | 453    | 387    | 401    | 411    | 450    | 436    | 408    | 391    | 395    | 391    | 391    | 400    | 405    | 403    | 372    | 366    | 357    | 357    | 558    | 514    | 486    | 434    | 445    |
| Häuser    |        |        |        |        |        |        | 74     |        |        | 71     | 77     |        | 73     |        |        |        | 69     |        |        |        | 71     |        | 74     |        |
| Quelle    | [ 15 ] | [ 16 ] | [ 16 ] | [ 16 ] | [ 17 ] | [ 18 ] | [ 19 ] | [ 20 ] | [ 21 ] | [ 22 ] | [ 23 ] | [ 16 ] | [ 24 ] | [ 16 ] | [ 25 ] | [ 16 ] | [ 26 ] | [ 16 ] | [ 16 ] | [ 16 ] | [ 11 ] | [ 16 ] | [ 12 ] | [ 27 ] |

Ort Schirnsdorf
| Jahr      | 001819 | 001861 | 001871 | 001885 | 001900 | 001925 | 001950 | 001961 | 001970 | 001987 | 002019 |
| Einwohner | 167 *  | 181    | 202    | 164    | 182    | 157    | 206    | 158    | 175    | 161    | 153    |
| Häuser    |        |        |        | 32     | 34     | 31     | 32     | 34     |        | 39     |        |
| Quelle    | [ 15 ] | [ 17 ] | [ 19 ] | [ 22 ] | [ 24 ] | [ 26 ] | [ 11 ] | [ 12 ] | [ 27 ] | [ 28 ] | [ 1 ]  |

## Religion
Der Ort ist seit der Reformation evangelisch-lutherisch geprägt und nach St. Maria und Kilian (Mühlhausen) gepfarrt. Die Einwohner katholischer Konfession sind nach St. Gertrud (Wachenroth) gepfarrt.